# PSR J1719-1438
PSR J1719-1438是一颗位于巨蛇座（尾）的毫秒脉冲星，距离蛇夫座的边界仅有约1′的距离。这颗脉冲星距离地球约4000光年，自转周期为5.7 ms。毫秒脉冲星被认为是起源自普通的脉冲星，之后由于不断吸取伴星的物质而使得旋转速度不断加快。PSR J1719-1438也不例外，目前科学家发现它拥有一颗行星PSR J1719-1438 b。

## 星系
PSR J1719-1438是在2010年被发现。之后利用洛弗尔望远镜和帕克斯望远镜对它进行后续观测显示它拥有一颗低质量的伴星PSR J1719-1438 b，其质量和木星相似，但直径仅有木星的40%。它的公转周期为2.17小时，距离母星的平均距离为60万千米（0.89太阳半径），可能是一颗恒星外层气体被大质量脉冲星剥离后留下的遗迹，主要由结晶碳（钻石）构成，可能含有氧元素，密度非常大，也被称为钻石行星。